# Каштанка (мультфильм, 2004)
«Кашта́нка» — российский рисованный мультфильм 2004 года, который создала режиссёр Наталья Орлова по одноимённому рассказу Антона Павловича Чехова.
Студия «Анимос» выпустила мультфильм в рамках серии «Русская классика — детям».

## Сюжет
Фильм посвящён приключениям и размышлениям маленькой собаки по имени Каштанка.

## Награды
- Ника (2006) — Лучший анимационный фильм[2]
- Суздальский фестиваль анимации 2005 — За верность традициям отечественной мультипликации[3]